# Cor Groot
Cornelis (Cor) Groot (Akersloot, 21 januari 1909 – Haarlem, 23 september 1978) was een Nederlands zeiler, die namens zijn land deelnam aan de Olympische Zomerspelen van 1968 in Mexico-Stad.
Groot was stuurman in de Draken klasse en behaalde de tiende plaats met de bemanningsleden Jan Bol en Pieter de Zwart. Groot was ook reservestuurman voor de Olympische Zomerspelen van 1964 in Tokio in de Dragonklasse.